# N-Méthyl-N-nitrosourée
La N-méthyl-N-nitrosourée, ou N-nitroso-N-méthylurée, est un composé chimique de formule H3C–N(NO)–CONH2. C'est un cancérogène mutagène et tératogène dont la toxicité provient de ce qu'il transfère son groupe méthyle aux bases des acides nucléiques.
C'était un précurseur traditionnel dans la synthèse du diazométhane, mais son usage à cette fin est à présent obsolète du fait de sa trop grande instabilité au-dessus de 20 °C et de sa sensibilité aux chocs. 